# Солому, Атос
Атос Солому (греч. Άθως Σολωμού; 30 ноября 1985, Лимасол, Кипр) — кипрский футболист, полузащитник английского любительского клуба «Харинги Боро». Выступал за сборную Кипра.

## Биография

### Клубная карьера
Воспитанник клуба «Аполлон» Лимасол, в котором и начал профессиональную карьеру. Дебютировал в чемпионате Кипра в сезоне 2002/03 и в свой первый сезон провёл за команду 5 матчей. Наибольшего успеха достиг с клубом в сезоне 2005/06, выиграв чемпионат Кипра. В 2009 году перешёл в другой кипрский клуб АПОЭЛ», с которым также стал чемпионом Кипра в сезоне 2010/11, а затем повторил достижение в сезонах 2012/13 и 2013/14. Также принимал участие в розыгрыше Лиги чемпионов УЕФА 2011/12, когда АПОЭЛ неожиданно занял первое место в группе, а затем дошёл до стадии 1/4 финала, где уступил мадридскому «Реалу». При этом сам Салому принял участие в трёх матчах группового этапа, но в играх плей-офф оставался на скамейке запасных.
После ухода из АПОЭЛ, присоединился к клубу второго дивизиона «Эносис», за который сыграл 5 матчей, но по ходу сезона переехал в румынский «Оцелул» и отыграл в чемпионате Румынии 16 матчей. В 2015 году ненадолго вернулся на Кипр, где выступал за клуб «Докса». Зимой 2016 года перешёл в иранский «Рах Ахан», однако в чемпионата Ирана провёл лишь 4 игры и после окончания сезона вновь вернулся на Кипр, в клуб АЕЗ. В 2018 году, после небольшого перерыва, возобновил карьеру в команде из третьего дивизиона «Этникос» (Ассиас). В 2019 году перешёл в английский любительский клуб «Харинги Боро», выступающий в Истмийской лиге (D7).

### Карьера в сборной
Дебютировал за сборную Кипра 7 февраля 2007 года в матче Кубка Кипрской футбольной ассоциации против сборной Болгарии, в котором вышел на замену на 22-й минуте вместо Константиноса Хараламбидиса. В сентябре того же года сыграл в товарищеской встрече со сборной Армении. Регулярно вызываться в сборную Кипра начал с 2011 года и в том числе принимал участие в отборочных турнирах к чемпионату Европы 2012 и чемпионату мира 2014. Всего в составе сборной провёл 13 матчей, последний — 23 марта 2013 года против Швейцарии.

## Достижения
«Аполлон» Лимасол
- Чемпион Кипра: 2005/06

АПОЭЛ
- Чемпион Кипра (3): 2010/11, 2012/13, 2013/14
- Обладатель Кубка Кипра: 2013/14